# Jeux de force du Trégor
 (novembre 2015).
Les jeux de force  du Trégor sont des jeux sportifs traditionnels donnés sur le territoire du Trégor, dans les Côtes-d'Armor, en Bretagne.
Leur pratique fait l’objet d’une fiche d’inventaire du patrimoine culturel immatériel en France.

## Les divers jeux

### Samman ar Sac’h– Lever du Sac
L’épreuve de lever du sac s’apparente à celle de lever de pierre au Pays basque. Comme beaucoup de jeux de force, le lever du sac tient son origine des travaux agricoles, ici dans le cadre des moissons. 
Pour cette épreuve, les concurrents doivent charger un sac de sable sur leurs épaules depuis le sol. À chaque lever réussi, le sac est rechargé en sable, jusqu’à ce que le concurrent ne puisse plus le soulever.  

### Sevel Perchenn a Gostez– Lever de la perche sur le côté
Il s’agit là de lever une perche à la verticale mais de façon latérale, en la mettant en appui sur la cuisse. La perche est un tube métallique ou un jeune tronc, sur laquelle l’emplacement des mains est matérialisé. Au milieu de la perche se trouve un curseur, qui monte vers son extrémité à chaque lever réussi par le concurrent. La perche ne doit pas toucher le sol par l’arrière durant son lever. À partir du moment où la perche monte à hauteur du concurrent, l’essai est comptabilisé, mais il ne sera validé que si la perche est levée à la verticale et maintenue ainsi quelques instants.   

### Sklapan Maen Pouez Gant Lans– Lancer du poids avec élan libre
Le jeu du lancer de poids est une épreuve connue des compétitions d’athlétisme du monde entier. On en retrouve les traces dès l’Antiquité. 
Ici, le lancer se fait avec élan libre, c'est-à-dire que l’aire de lancer n’est pas délimitée en arrière du lanceur. L’action se déroule sur un terrain herbeux, routier ou sablonneux. Le poids doit faire autour de 4 kilos ou plus et n’est pas déterminé dans sa composition (pierre, boule en bois…). 
En ce qui concerne la technique, elle est la même que le lancer de poids des épreuves d’athlétisme, le poids est lancé d’une main, en partant de la base du cou, au niveau de la clavicule. 

### Reudan an Ahel Karr– Essieu de charrette à un bras
On ne connait pas les origines exactes de ce jeu, seulement qu’il est issu des travaux agricoles d’antan. Cependant, il suit le même principe que les levers d’haltères, qui eux se sont développés aux XVIIIe et XIXe siècles en France mais aussi dans le reste de l’Europe.
Le jeu se fait avec un essieu de charrette. Ce dernier est posé au sol, et le concurrent doit effectuer un épaulé-jeté avec, c’est-à-dire le porter sur l’épaule et le jeter. Il y a cependant deux variantes de ce jeu dans le Trégor. 
Dans la première variante, l’essieu a un poids fixe et il n’est pas amené sur l’épaule mais seulement à son niveau car le concurrent ne tient l’essieu que d’une seule main. Il doit ensuite le lever par extension de bras. Il répètera ce mouvement autant de fois qu’il lui est possible.
Dans une deuxième version, l’essieu est plus léger, car délesté de ses écrous, rondelles etc. Dans ce cas-là il faut l’amener sur l’épaule et le jeter. À chaque lever réussi, l’essieu sera remonté petit à petit avec ses boitiers, écrous, etc., jusqu’à ce que le concurrent ne puisse plus le jeter. 

### Ar C’Hravazh– Lever de civière
La civière est une sorte de brouette sans roue avec deux manches, des brancards. Elle était utilisée dans les travaux agricoles pour transporter des pierres, du bois, ou encore du foin. 
Dans cette partie, le concurrent doit décoller la civière chargée du sol. Pour cela, il l’attrape par les brancards et la soulève en se mettant en position debout. À chaque essai réussi, la civière est rechargée en poids, jusqu’à ce qu’elle ne puisse plus être levée. 

### Ar Vazh a Benn– Tir du bâton par les bouts
Ce jeu fait partie de la famille des jeux de lutte à mains nues, avec un bâton ou une corde. Son origine est très ancienne. 
Dans le Trégor, on pouvait trouver au XIXe siècle deux versions de ces jeux de traction : le Vazh a Benn et le Touseg. 
La partie se déroule avec deux concurrents. Ils doivent chacun tirer une extrémité du bâton. Mais les deux adversaires ne touchent pas le sol, ils sont portés chacun par 4 personnes et une cinquième leur tient les pieds. Le but du jeu est de garder le bâton le plus longtemps possible entre ses mains. 

### An Touseg– Le crapaud
Le Touseg tient son origine d’un jeu inuit, l’aksalak. Il se pratiquait au XIXe siècle dans le Trégor mais est aujourd’hui beaucoup moins courant. Il a en effet été jugé dangereux pour la colonne vertébrale. 
Le Touseg était une variante du Vazh a Benn, il se jouait avec une planchette munie de deux manches de bois qui la traversaient verticalement. Ce sont sur ces manches que les concurrents, assis face à face et les pieds se touchant, devaient tirer pour faire bouger et lever son adversaire. Celui qui se lève est le perdant.